# Ludwig Freese
Heinrich Theodor Ludwig Freese (* 4. Oktober 1859 in Oldenburg; † 12. November 1936 ebenda) war ein deutscher Architekt und großherzoglich oldenburgischer Baubeamter.

## Leben
Der Sohn des Kaufmanns Caspar Ludwig August Freese und dessen Ehefrau Anna Margarete Johanne Freese geb. Frerichs besuchte die Realschule in Oldenburg und studierte anschließend am Collegium Carolinum in Braunschweig und an der Polytechnischen Schule Hannover. Nach dem Studienabschluss trat er am 1. Dezember 1883 als Baukondukteur in den oldenburgischen Staatsdienst ein und legte 1886 das technische Staatsexamen ab. Er stieg schnell auf, wurde 1887 Bauinspektor, 1888 Bezirksbaumeister, 1895 Oberbauinspektor, 1899 Baurat, 1908 Oberbaurat und 1913 Geheimer Oberbaurat und damit Chef der beiden Hochbauämter I und II des Großherzogtums Oldenburg. Wegen seiner Fachkenntnisse wurde er 1897 in die Prüfungskommission der Baugewerk- und Maschinenbauschule Varel, 1903 in die Prüfungskommission für die Kandidaten des Baufachs und 1910 in die Prüfungskommission für das Technikum Eutin berufen. Am 1. April 1924 wurde er pensioniert.
1995 wurde Freese in Oldenburg durch die Benennung der Ludwig-Freese-Straße geehrt.

## Bauten

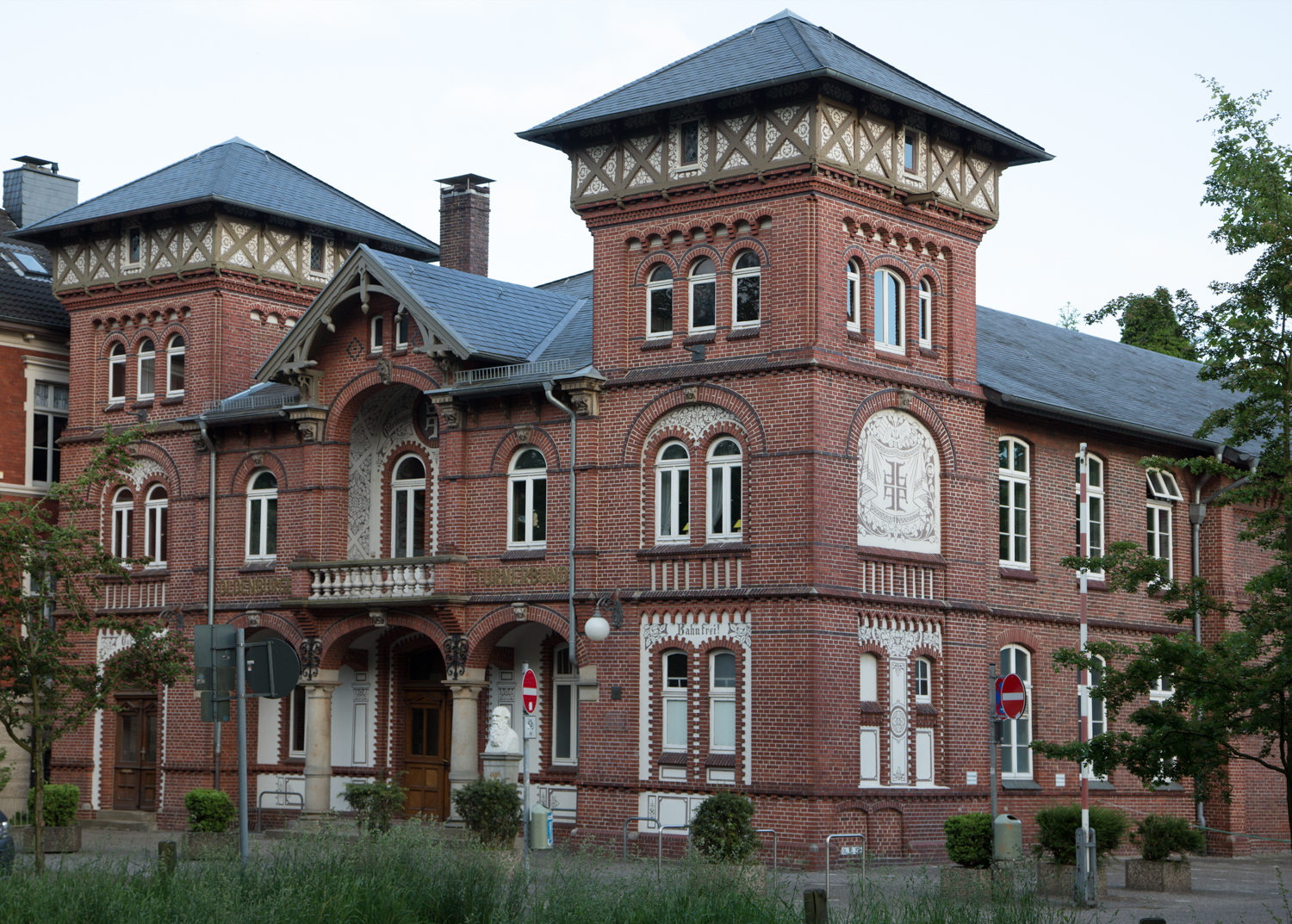
Alte Turnhalle am Haarenufer:
Ansicht von Nordwesten

Von den vielen Bauten, die nach seinen Plänen oder unter seiner Oberleitung errichtet wurden, sind als besondere Leistungen nach eigenen Entwürfen in Oldenburg die Turnhalle des Oldenburger Turnerbunds am Haarenufer (1890), das Elisabeth-Anna-Palais am Schlosswall (1894–1896), der Festsaalanbau am Schloss (1894–1899) auf dem Gelände des 1894 abgebrochenen dänischen Kanzleiflügels und die Kirche in Oldenburg-Ohmstede (1901) zu nennen. Der Festsaalbau, der in geschickter Weise an die Spätrenaissanceformen des Anton-Günther-Baus anknüpft, gilt als Freeses überzeugendste architektonische Schöpfung.
Als Leiter der Baubehörde nahm Freese auf den Siedlungsbau für den Landeskulturfonds zur Kolonisation der Ödländereien, auf den Schulbau im Lande und auf die Neubauten der Heil- und Pflegeanstalt Wehnen in Bad Zwischenahn entscheidenden Einfluss. Seinem Einsatz ist es außerdem zu verdanken, dass das Landtagsgebäude (1914–1916) und das Regierungsgebäude (1914–1918) nach Plänen von Paul Bonatz auf dem Dobbengelände errichtet werden konnten.